# Kisgörbő
Kisgörbő je obec v Maďarsku, v župě Zala, spadající pod okres Zalaszentgrót, asi 10 kilometrů západně od města Sümeg. V roce 2021 zde žilo 146 obyvatel.

## Poloha
Obec se nachází v severovýchodní části župy Zala, mezi městy Zalaszentgrót a Sümeg, podél silnice č. 7331 vedoucí ze severu části města Keszthely přes obce Vindornyaszőlős a Óhíd do oblasti k městu Jánosháza. Z uvedené silnice odbočuje přímo v obci silnice č. 7333 směr Sümeg a silnice č. 7334 směr Zalaszentgrót. Okolí města je rovinaté, vyjma jižní části, kde se objevují první náznaky výšin u vrchu Kovácsi (358 m). Obcí protékají menší potoky, které povětšinou pramení v okolí.
Místní autobusová doprava je významná především díky poloze, jelikož jsou díky ní snadno dostupná jsou okolní sídla jako Keszthely, Sümeg a Zalaszentgrót.

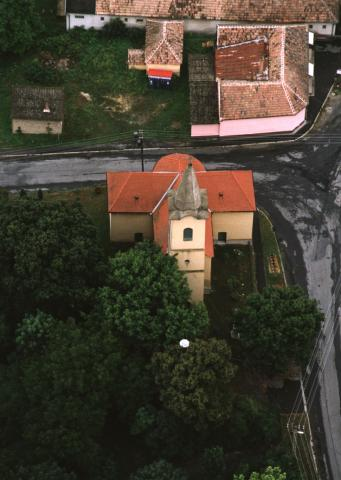
Římskokatolický kostel sv. Karla Boromejského

## Historie
První známá zmínka o obci pochází z roku 1274, kdy je zmiňována jako pohraniční osada Vindornyaszőlős. Půda v okolí nebyla příliš úrodná, takže se zde po dlouhou dobu nerozvinulo vážné osídlení. V 16. století byla obec konkrétně zmiňována jako chudá ves. Později se život ve vesnici znovu začal rozvíjet, ale obec zůstala chudou osadou nevolníků a zemanů. Zlepšení situace lze přičíst až v 18. století, kdy zde vznikla církev (1749), která převzala vůdčí roli též nad okolními sídly v regionu.
Ještě ve 30. letech 20. století, kdy se obraz obce začal měnit, se obyvatelstvo osady živilo výhradně zemědělstvím. Se Sümegem má Kisgörbő autobusové spojení od roku 1950 a od té doby se zvýšil počet lidí pracujících v průmyslu a službách i dojíždějících do okolních měst.

## Památky
- Římskokatolický kostel sv. Karla Boromejského
- Bezerédyho tvrz, dnes chátrající
- Katolický hřbitov

## Starostové
Do roku 2023 se v obci vystřídali celkem tři starostové (dva z nich – János Szabó a Ferenc Szabó svůj mandát v místních komunálních volbách několikrát obhájili).
- 1990–1994: János Szabó (nezávislý)
- 1994–1998: János Szabó (nezávislý)
- 1998–2002: János Szabó (nezávislý)
- 2002–2006: János Szabó (nezávislý)
- 2006–2010: Ferenc Szabó (nezávislý)
- 2010–2014: Ferenc Szabó (nezávislý)
- 2014–2019: Ferenc Szabó (nezávislý)
- Od roku 2019: Gábor Kozma (nezávislý)